# Dasychira scaea
Dasychira scaea är en fjärilsart som beskrevs av Collenette 1953. Dasychira scaea ingår i släktet Dasychira och familjen tofsspinnare. Inga underarter finns listade i Catalogue of Life.